# Jan Tamulewicz
Jan Tamulewicz (ur. 18 lutego 1945 w Zawykach, zm. 5 marca 2008 w Poznaniu) – polski klimatolog, profesor UAM.

## Życiorys
Pochodził z rodziny robotniczej. Od 1948 rodzina zamieszkała w Barlinku, gdzie ukończył liceum ogólnokształcące. W latach 1965–1970 studiował geografię na Wydziale Biologii i Nauk o Ziemi (UAM). Od 1971 był asystentem w Zakładzie Meteorologii i Klimatologii UAM. W 1977 brał udział w ekspedycji naukowej do Mongolii. Odbywał staże naukowe na Uniwersytecie Jagiellońskim, Uniwersytecie Masaryka w Brnie oraz na Uniwersytecie Gorkiego w Charkowie. W 1978 został doktorem nauk geograficznych. Został wówczas adiunktem w Zakładzie Klimatologii Instytutu Geografii UAM. Habilitował się w 1993 i w tym samym roku mianowano go profesorem nadzwyczajnym. 

## Dorobek
Opublikował 86 pozycji bibliograficznych, w tym sześć w języku angielskim. Był recenzentem ośmiu rozpraw doktorskich. Wykształcił ponad dwustu magistrów. Był sekretarzem komitetu redakcyjnego Badań Fizjograficznych nad Polską Zachodnią, a także członkiem Poznańskiego Towarzystwa Przyjaciół Nauk, Polskiego Towarzystwa Geograficznego, Polskiego Towarzystwa Geofizycznego i Polskiego Towarzystwa Agrofizycznego.

## Zainteresowania
Zainteresowany był głównie kompleksową analizą opadów atmosferycznych. Dzięki jego badaniom rozpoznano cechy struktury pola opadów atmosferycznych na obszarze Polski. Jego badania w tym zakresie zaliczane są do pionierskich. Szczegółowo rozpoznawał zagadnienia struktury bilansu radiacyjnego różnorakich powierzchni krajobrazu rolniczego, a także prowadził badania topoklimatyczne obszarów o zróżnicowanym użytkowaniu. Pracował nad nowatorskimi sposobami analizy struktury pola opadów atmosferycznych wykorzystując rastrową bazę danych opadów atmosferycznych dla Polski i aplikując metodę składowych głównych powierzchni trendu. Badał zagadnienia klimatologiczne Wielkopolskiego i Słowińskiego Parku Narodowego, a także antropogeniczne czynniki klimatu Poznania, jak również jego cechy odczuwalne.